# Klasztor Saint-Martin d’Ambierle
Klasztor Saint-Martin d’Ambierle – wzniesiony w XV wieku. Od 1840 (1993) roku posiada status monument historique, w kategorii classé MH (zabytek o znaczeniu krajowym).  

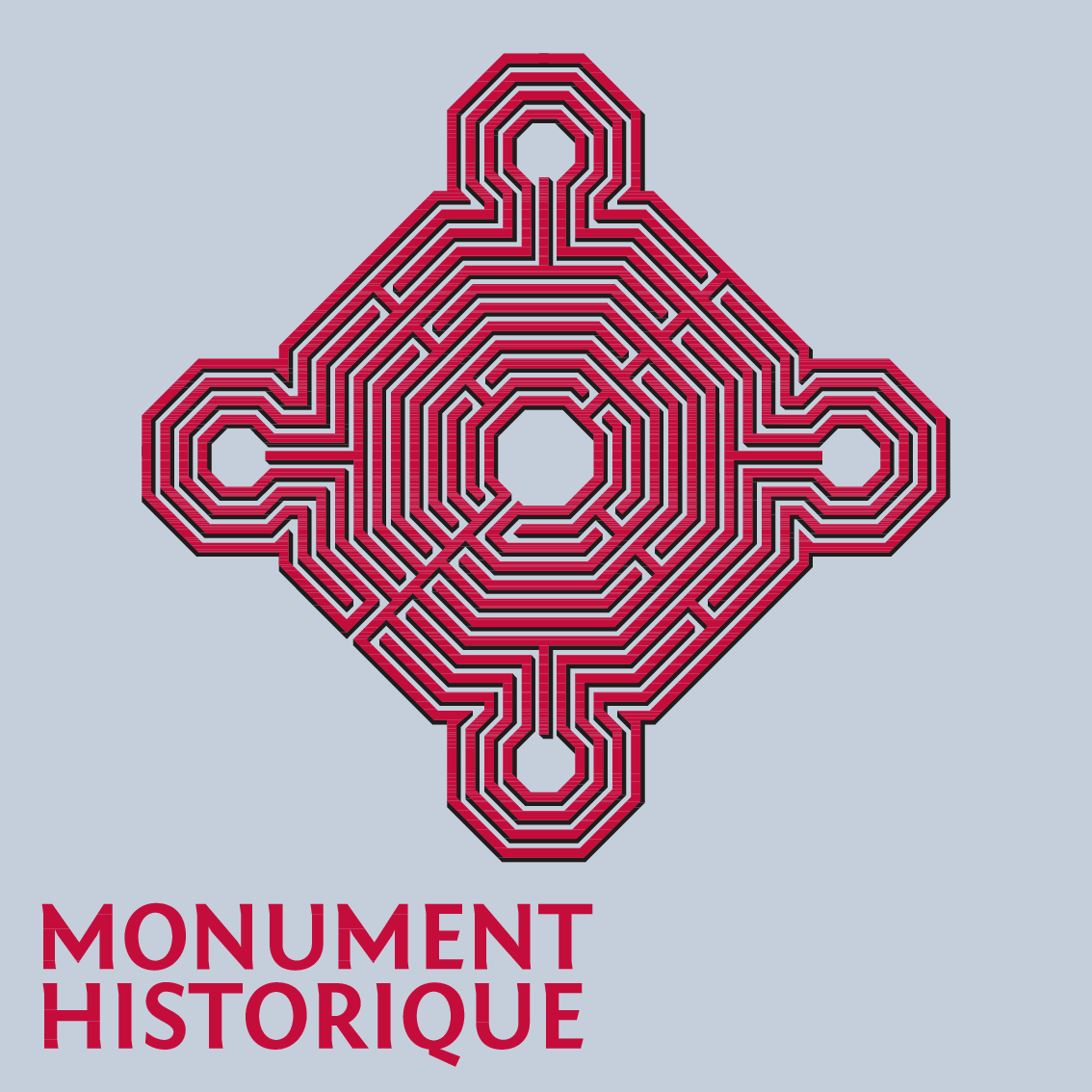
Logo monument historique - 2017

## Lokalizacja
Klasztor jest zlokalizowany w Ambierle przy 36 Rue de l'Église, w departamencie Loara, w regionie Auvergne-Rhône-Alpes.

## Opis
Klasztor składa się z budynków mieszkalnych i kościoła św. Marcina, który zajmuje całą północną część zabudowań. Kościół zbudowany jest w stylu gotyckim, w latach 1450–1480. Wzdłuż nawy bocznej i transeptu północnej części krużganka graniczą dwie kaplice, przedsionek i zakrystia. W części wschodniej mieściło się dormitorium, powiększone w 1753 roku. Dawne budynki mieszkalne znajdowały się na północ od kościoła. Dziedziniec klasztorny, ma plan kwadratu, otoczony jest dwoma innymi budynkami. Od strony południowej zabudowa wzmiankowana przed 1753 rokiem składała się z refektarza oraz kuchni i kręconej klatki schodowej. Przed likwidacją w XX wieku zamieniono je na stajnie i budynki gospodarcze. Wiele elementów pochodzących z co najmniej z XV wieku pozostało niezmienionych. Po obu stronach kręconych schodów znajdowało się od północy poddasze, a od południa prasa i kadź, przekształcone w XIX wieku na domy. W starym ratuszu znajdują się malowidła ścienne, a pomieszczenie na drugim piętrze zdobią motywy roślinne, prawdopodobnie pochodzące z XIV wieku. Od parteru aż po pierwsze piętro na ścianach widnieje motyw dziewięciu odważnych. W tej części według planu z XVIII wieku, mieściła się ambulatorium i hotel.

## Historia
Kościół św. Marcina pierwotnie był kaplicą opactwa benedyktyńskiego pod wezwaniem św. Marcina z Tours założonego w późnym średniowieczu. W 1101 roku opactwo zostało przekształcone w klasztor. W 1441 roku, pożar zniszczył kaplicę, a zakonnicy na jej miejscu wybudowali obecny kościół.   

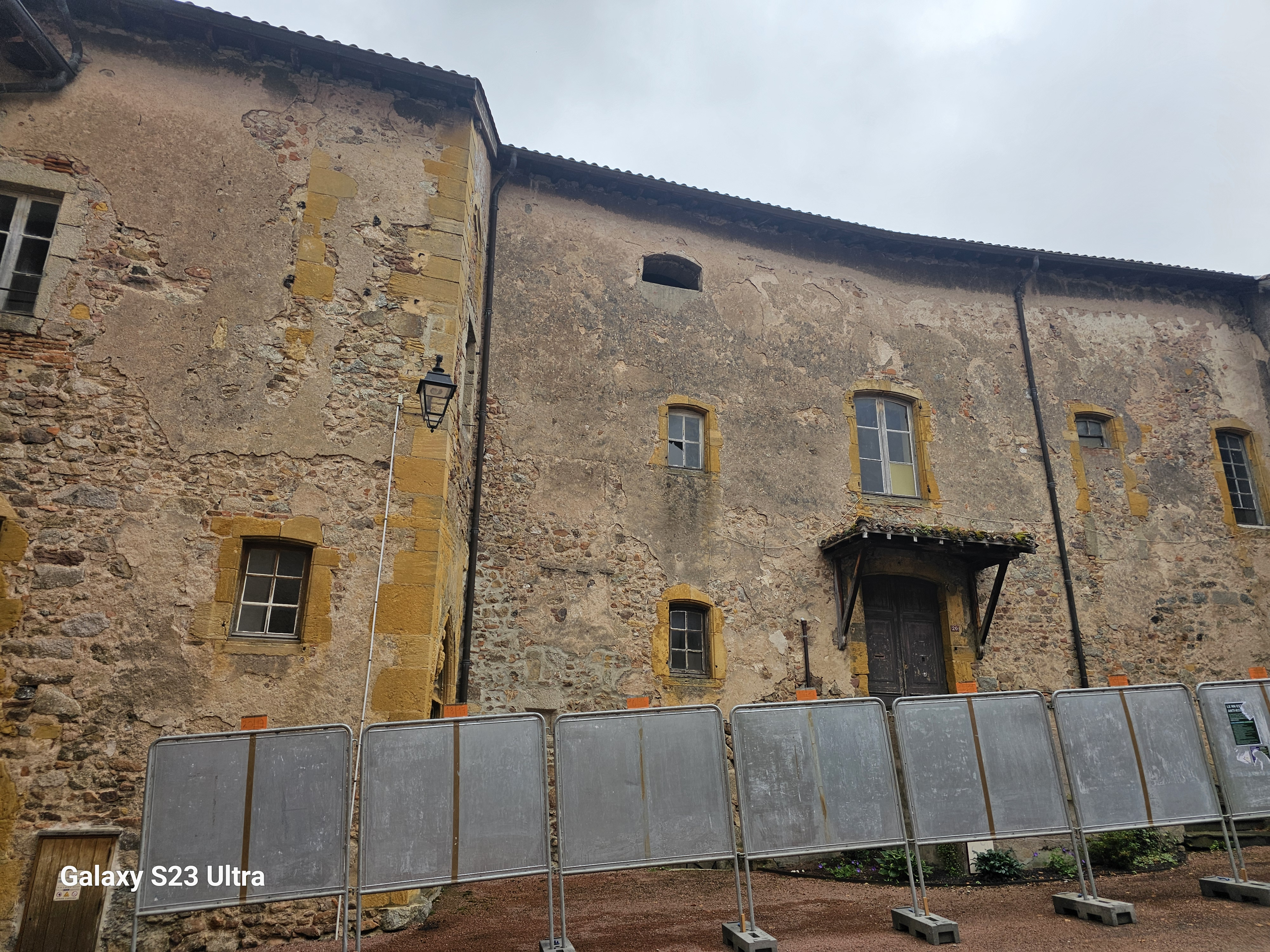
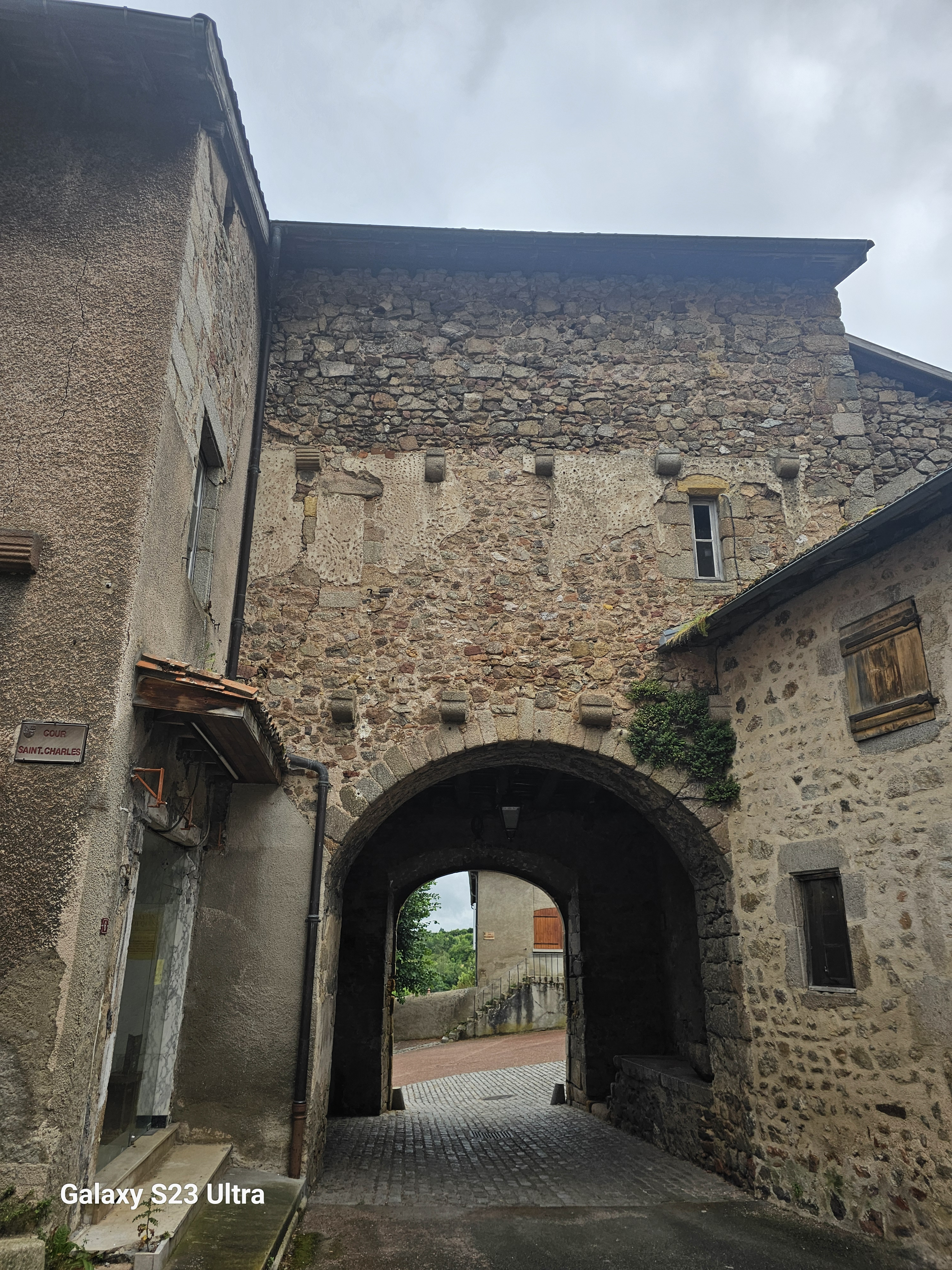
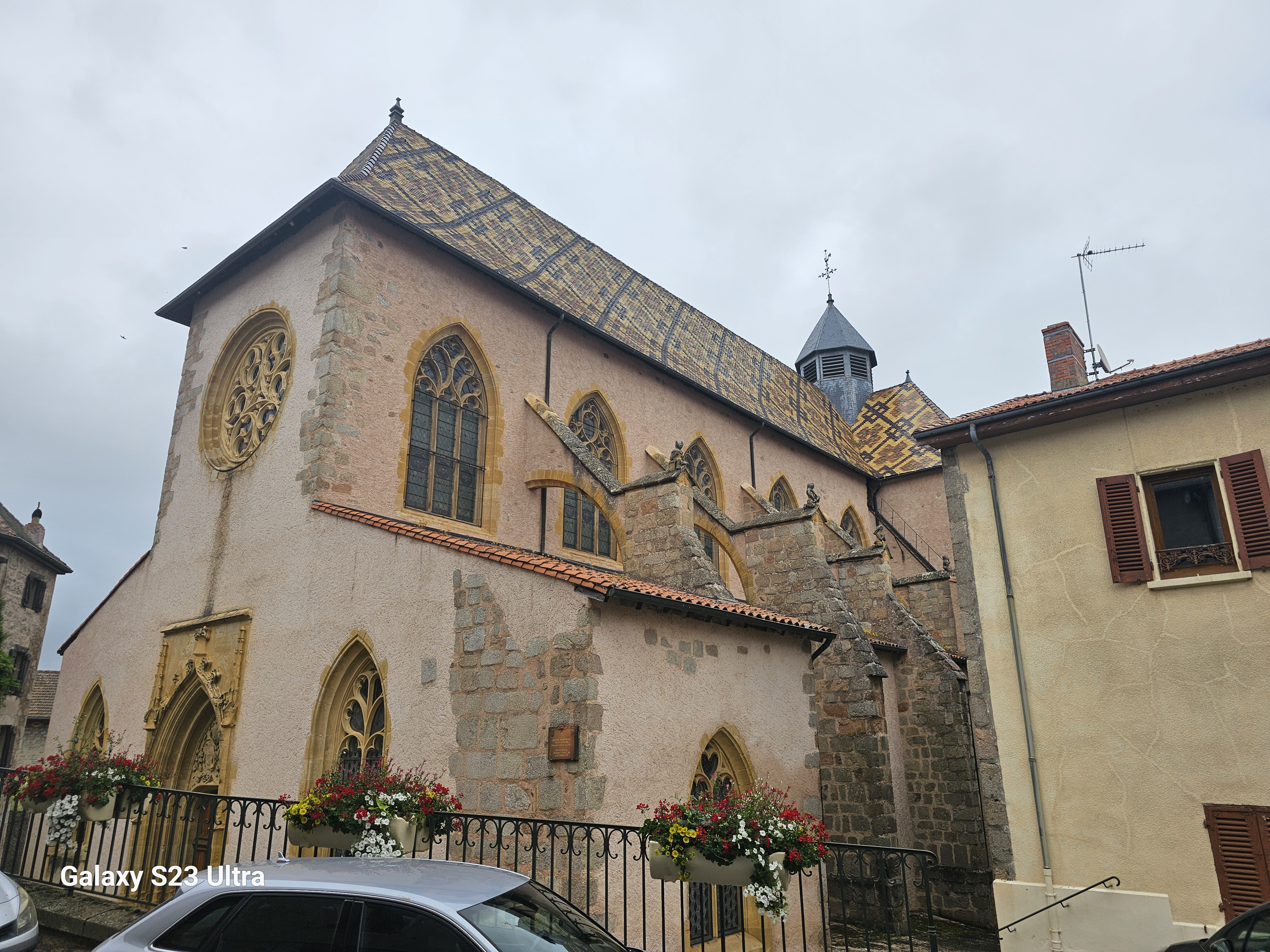
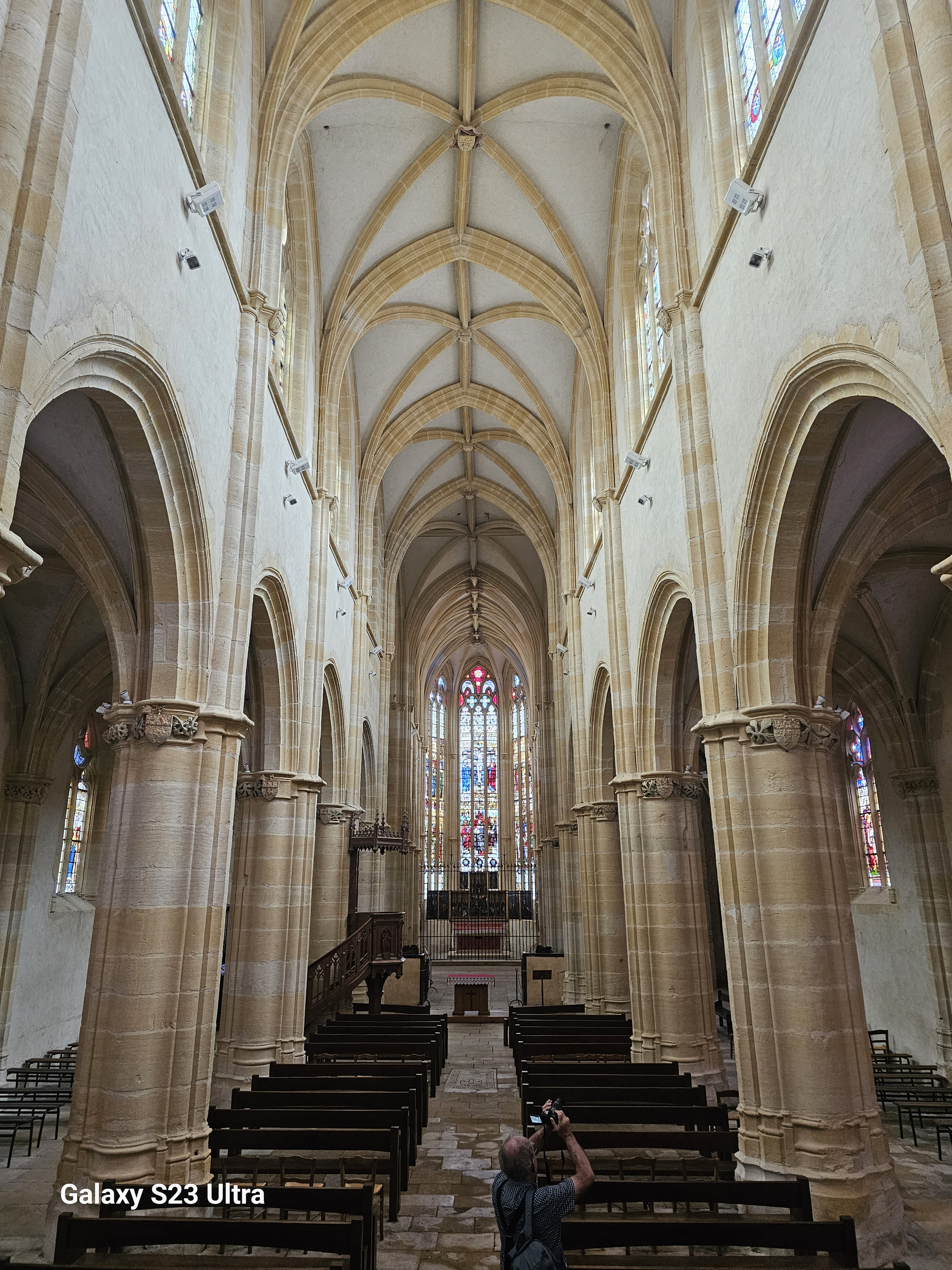
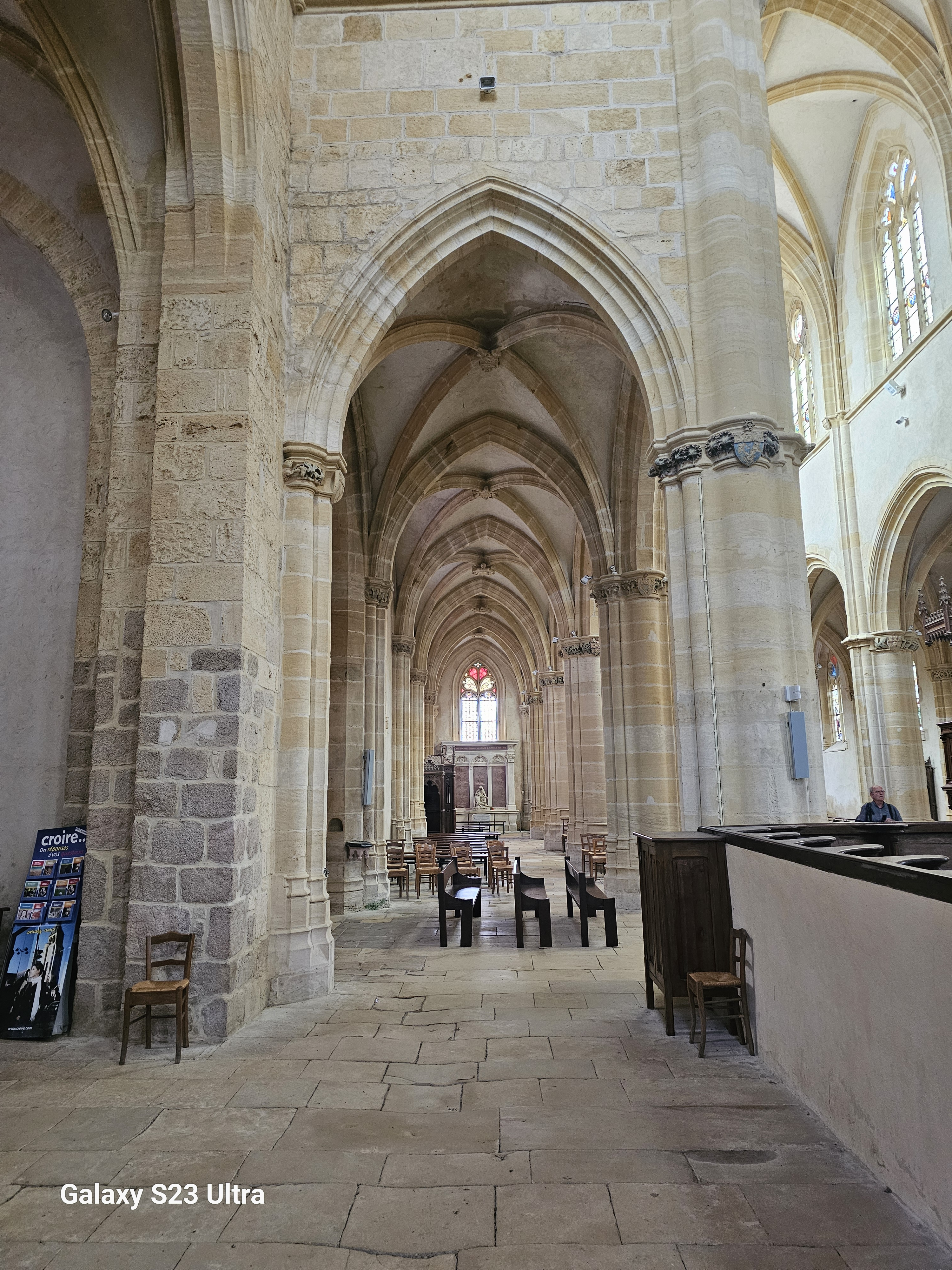
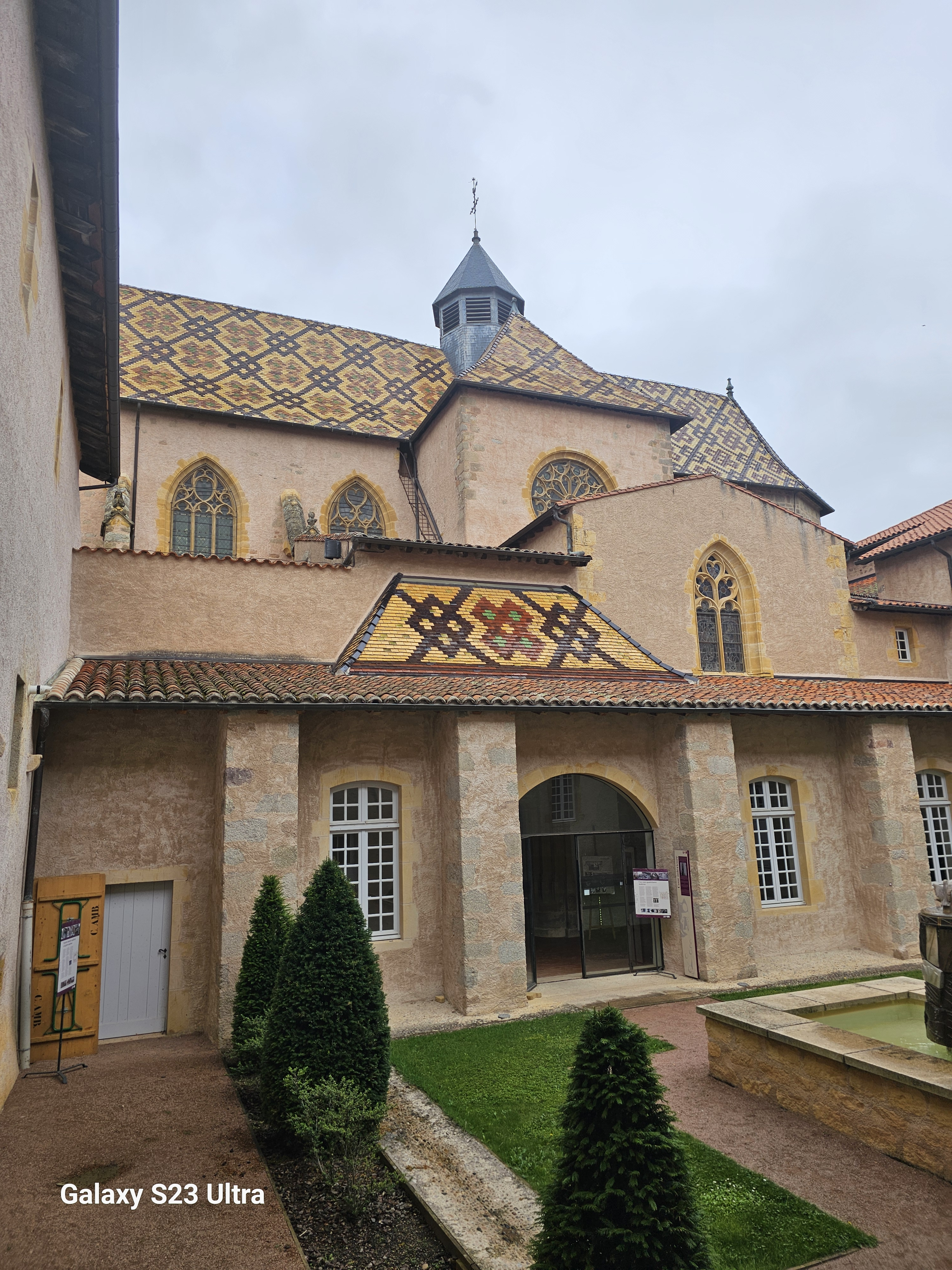
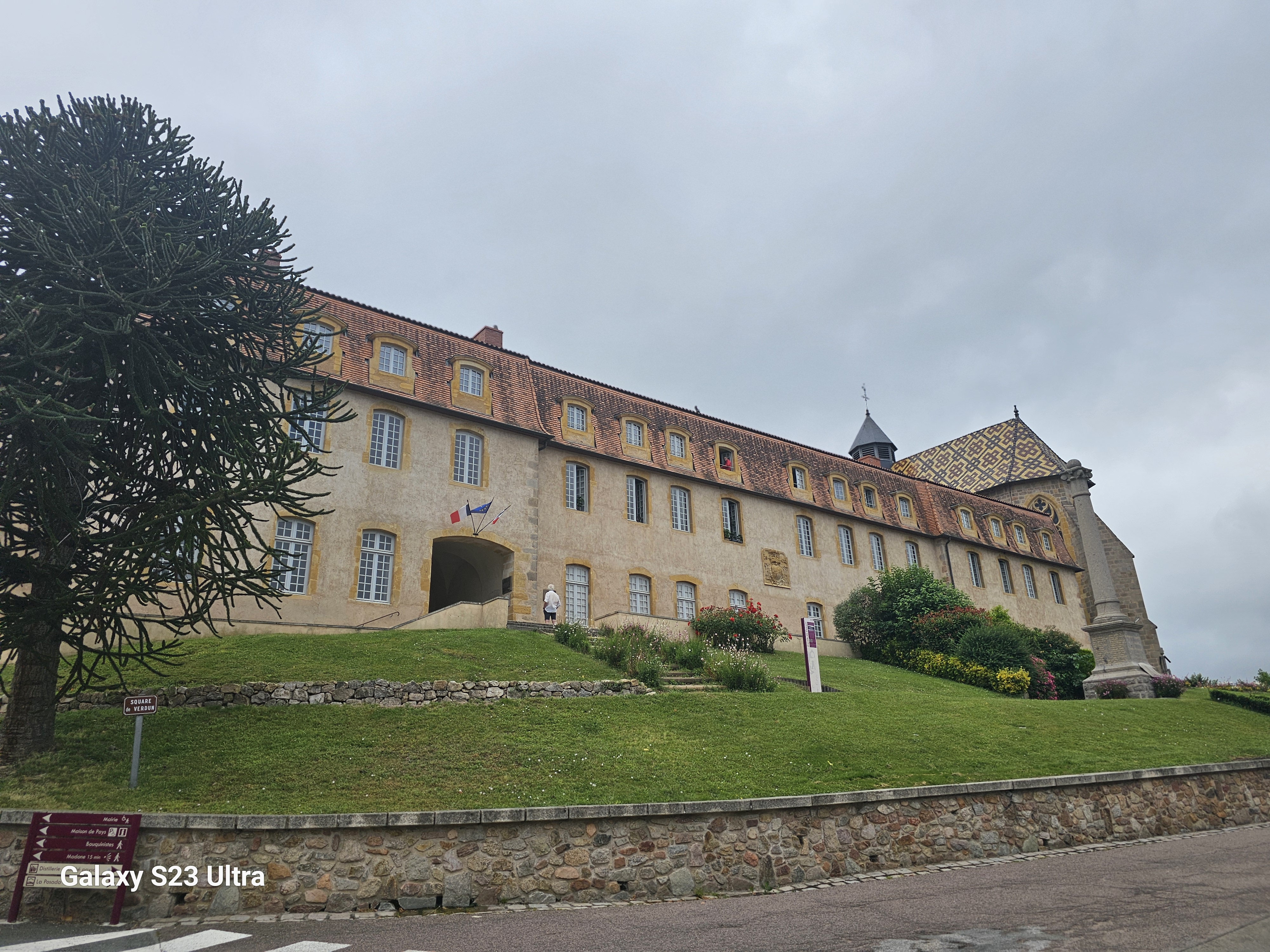